# Helemaal naar de klote
Helemaal naar de klote is een single van het Nederlandse dj-duo The Partysquad met Jayh, Sjaak en Reverse uit 2013. 

## Achtergrond
Helemaal naar de klote is geschreven door Jaouad Ait Taleb Nasser, Mehdi Chafi en Sergio van Gonter. Het nummer gaat over het consumeren van alcohol en uitgaan. Het nummer kan worden gezien als een "clubhit", en haalde ook de hitlijsten van Nederland. In de Top 40 kwam het tot de 28e positie en het haalde de 14e plaats in de Single Top 100. In de videoclip zitten de artiesten in een witte of zwarte ruimte waarin ze alle kanten opschieten. Deze is gemaakt met drie verschillende boxen, één die horizontaal ligt waarbij de artiesten op hun rug liggen en welke alle kanten op kan draaien, één box welke verticaal op een veer staat en één box die verticaal staat en kan ronddraaien. De single heeft in Nederland de gouden status.